# 北流站
北流站，位于中华人民共和国广西壮族自治区玉林市北流市北流镇，是洛湛铁路上的火车站，于2009年9月9日启用，由南宁铁路局梧州车务段管辖。

## 車站周邊
- 独秀石
- 中灵小学
- 北流龙翔农副产品交易中心
- 鸭垠小学

## 歷史
- 2009年9月9日启用。[3]
- 2011年3月18日由玉林车务段划归梧州车务段管辖。

## 外部連結
- 中国铁路客户服务中心（页面存档备份，存于）